# I’m Gonna Be (500 Miles)
I’m Gonna Be (500 Miles) ist der Titel eines Liedes der schottischen Band The Proclaimers. Es wurde erstmals 1988 auf dem Album Sunshine on Leith veröffentlicht.

## Entstehung
Gerüchten zufolge wurde dieses Lied von Amy Austin inspiriert, die eine Freundin der Brüder Charlie und Craig Reid aus Kindertagen war, und in Leith in ihrer Nähe lebte.

## Trivia
1993 wurde I’m Gonna Be (500 Miles) als Soundtrack zum Spielfilm Benny & Joon verwendet. Der populäre Film half, den Song auch in den Vereinigten Staaten bekannt zu machen und ermöglichte somit den ersten internationalen Aufstieg in die Charts. Es wird oft behauptet, dass dieses Lied ein 1990er Hit gewesen sei, was auf den großen Boom dieser Zeit zurückzuführen ist.
Das Lied ist in Schottland sehr beliebt. Jedes Mal, wenn die schottische Fußballnationalmannschaft punktet, wird es abgespielt und von den Fans mitgesungen. Dies geschieht auch in der schottischen Rugby-Union-Nationalmannschaft, wenn diese im Murrayfield Stadium einen Punkt erzielt. Der schottische Dartspieler Robert Thornton nutzt das Lied ebenfalls als Einlaufmusik bei Turnieren.
Der SV Werder Bremen benutzt das Lied ebenfalls seit einigen Jahren als Tormelodie. Wenn der SV Werder im Weserstadion ein Tor erzielt, so erklingt das typische Nebelhorn, gefolgt vom Refrain des Liedes.
The Proclaimers spielten es am 6. Juli 2005 am Edinburgh 50,000 – The Final Push im Murrayfield Stadium, um den Abschluss von The Long Walk To Justice zu kennzeichnen.
2006 wurde I’m Gonna Be (500 Miles) als Cutaway-Gag in der Episode You May Now Kiss the… Uh… Guy Who Receives der vierten Staffel von Family Guy gezeigt.
I’m Gonna Be (500 Miles) wurde immer wieder in den Rückblenden von 1994 bis 2007 der Episode Arrivederci, Fiero von How I Met Your Mother von der Tonbandkassette gespielt, da diese in dem Autoradio des Pontiac Fiero von Marshall Eriksen stecken geblieben ist. Es wurde erneut gespielt in der Folge Der Koffein-Trip als Roadtripmusik für Ted und Marshall. Es wurde auch im Nachspann der britischen Komödie Burke & Hare gespielt.
Am 11. September 2010 hat Matthew Wilkening von AOL Radio die Originalversion aus 1988 auf Platz 50 der schlechtesten Songs aller Zeiten (100 Worst Songs Ever) gestuft.
Das Lied war auch sehr beliebt in Spanien in den späten 1990er Jahren dank einer Fernsehwerbung. Es war das Referenzlied der Fernsehwerbung von Retevisión (heute ONO), eines der ersten Telekommunikationsunternehmen in Spanien, nach der Liberalisierung des Sektors im Jahr 1997. Die ersten Fernsehwerbungen wurden mit der Originalstimme gezeigt, später wurde der Text auf Spanisch übersetzt und auf die Firma personalisiert.
Die Coverversion von Steven Curtis Chapman wurde am 18. Februar 2010 von der NASA als Weckruf an der Internationalen Raumstation und am zwölften Flugtag an der STS-130 gespielt.
2011 spielten The Proclaimers das Lied während des jährlich vor Edinburgh stattfindenden Rockfestivals T in the Park; es wurde dabei für den schottischen Film Rock in the Park aufgezeichnet.
Das Lied wird mehrmals im Film Die Hochzeit unserer dicksten Freundin aus 2012 gespielt. Es taucht ferner im Film und im Abspann des britischen Spielfilms Angels’ Share – Ein Schluck für die Engel auf.
Am Ende der vierten Staffel von Doctor Who wurde ein Video veröffentlicht, in dem die gesamte damaligen Crew einschließlich zahlreicher Darsteller sowie die Brüder von The Proclaimers zu dem Song tanzen. Das Video fand im Internet größere Verbreitung und wurde auf Youtube mehrere Millionen Male aufgerufen.
I’m Gonna Be ist Bestandteil des Filmmusicals Sunshine on Leith (2014), das auf Songs der Proclaimers basiert. In den Schlusssequenzen singen der Protagonist Davy und seine Freundin Yvonne das Lied auf einem öffentlichen Platz, nachdem sie sich versöhnt haben.
2014 kam es in einer Werbung für Ferreros Kinderriegel vor.
2023 verwendete das Fastnachts-Duo 2 Kammersänger (Sebastian Kraus und Alexander Bersch vom Bischemer Narrenkäfig) die Melodie für ihren Fastnachts-Song Kaa Geländer.

## Kommerzieller Erfolg

### Chartplatzierungen
I’m Gonna Be (500 Miles) debütierte in den Britischen Singlecharts auf dem 11. Platz schon im Jahr 1988. Nach einem großen Filmerfolg in welchem I’m Gonna Be (500 Miles) als Soundtrack verwendet wurde, stieg das Lied 1993 erstmals in die internationalen Charts auf. Die wiederveröffentlichte Version von 2007 debütierte im Vereinigten Königreich auf Platz 26 und in den Billboard Eurochart Hot 100 auf Platz 7.
| ChartsChartplatzierungen       | Höchstplatzierung | Wochen |
| ------------------------------ | ----------------- | ------ |
| Deutschland (GfK)              | 40 (19 Wo.)       | 19     |
| Österreich (Ö3)                | 5 (15 Wo.)        | 15     |
| Schweiz (IFPI)                 | 36 (3 Wo.)        | 3      |
| Vereinigte Staaten (Billboard) | 3 (20 Wo.)        | 20     |
| Vereinigtes Königreich (OCC)   | 1 (13 Wo.)        | 13     |

### Auszeichnungen für Musikverkäufe
| Land/Region                  | Auszeichnungen für Musikverkäufe (Land/Region, Auszeichnung, Verkäufe) | Verkäufe  |
| ---------------------------- | ---------------------------------------------------------------------- | --------- |
| Australien (ARIA)            | Platin                                                                 | 70.000    |
| Dänemark (IFPI)              | Platin                                                                 | 90.000    |
| Italien (FIMI)               | Gold                                                                   | 25.000    |
| Neuseeland (RMNZ)            | 4× Platin                                                              | 120.000   |
| Spanien (Promusicae)         | Platin                                                                 | 60.000    |
| Vereinigte Staaten (RIAA)    | Gold                                                                   | 500.000   |
| Vereinigtes Königreich (BPI) | 3× Platin                                                              | 1.800.000 |
| Insgesamt                    | 2× Gold · 10× Platin ·                                                 | 2.165.000 |

## Coverversion
Der Titel I’m Gonna Be (500 Miles) wurde vielfach gecovert:
- 1994 – Down By Law, veröffentlicht im Album Punkrockacademyfightsong
- 1997 – Fuckin’ Faces, veröffentlicht im Album Licht & Schatten
- 1997 – Toy Dolls, veröffentlicht im Album One More Megabyte
- 2003 – Steven Curtis Chapman, veröffentlicht im Album All About Love
- 2004 – Spunge, veröffentlicht in ihrem Coveralbum That Should Cover It!
- 2005 – Koopa (Band), als B-Seite veröffentlicht im Album No Trend
- 2006 – Najwa Nimri, veröffentlicht im Album Walkabout
- 2007 – The Proclaimers mit Brian Potter und Andy Pipkin (d. h. Peter Kay und Matt Lucas), leicht abgewandelt („I would roll 500 miles“) veröffentlicht als offizielle Comic-Relief-Single (Erlös kam vollständig der Stiftung zugute); am Red Nose Day trugen sie das Lied gemeinsam vor
- 2009 – Alexander Rybak, veröffentlicht im Album Fairytales
- 2009 – MxPx, veröffentlicht im Album On The Cover II
- 2009 – Scotsman George Donaldson von den Celtic Thunders, veröffentlicht im Album Take Me Home
- 2010 – The Proclaimers mit den damaligen aktuellen und einigen ehemaligen Cast- und Crew-Mitgliedern von Doctor Who (Musikvideoaufnahme für Wrap-Party und Abschied von David Tennant)
- 2010 – Das Lied wurde von den Fringemunks zur Rekapitulation der Folge White Tulip, der Fernsehsendung Fringe – Grenzfälle des FBI, parodiert.[17][18]
- 2012 – Kenny And The Scots, veröffentlicht unter dem Titel I Would Walk 500 Miles
- 2013 – Andreas Gabalier mit Samu Haber, veröffentlicht im Album Home Sweet Home[19]
- 2018 – Voxxclub, 500 Meilen
- Gespielt von Maxïmo Park, live auf BBC Radio 1.
- Gespielt von Phish am 30. Dezember 1997 im Madison Square Garden im Duett mit Tom Marshall.
- Gespielt von The MacDonald Brothers in The X Factor.